# Alfabeto occitano
El alfabeto occitano es una variedad del alfabeto latino. Según la norma clásica occitana (en curso de estudio al Conselh de la Lenga Occitana), el alfabeto occitano tiene 23 letras dentro del orden siguiente:
A B C D E F G H I J (K) L M N O P Q R S T U V (W) X (Y) Z
Las letras K, W y Y (desde 2010 no se dice "i griega" en español) se considera que son extranjeras y solo se emplean en palabras de origen extranjero, no muy adaptadas al occitano, como por ejemplo whisky, watt, Kenia. Con todo se insertan dentro el orden alfabético internacional.

## Tabla del alfabeto
| Letra | Nombre                            | IPA (Pronunciación estándar) | IPA (Pronunciación regional)                                                                 |
| ----- | --------------------------------- | ---------------------------- | -------------------------------------------------------------------------------------------- |
| A a   | a                                 | ˈa                           | ˈa                                                                                           |
| B b   | be, be (n)auta                    | ˈbe, ˈbe ˈ(n)awtɔ            | Auv. ˈbə, ˈbə ˈ(n)awtɔ Niç. Va. ˈbe, ˈbe ˈ(n)awta                                            |
| C c   | ce                                | ˈse                          | Auv. ˈsə                                                                                     |
| D d   | de                                | ˈde                          | Auv. ˈdə                                                                                     |
| E e   | e                                 | ˈe                           | Auv. ˈə                                                                                      |
| F f   | èfa                               | ˈɛfɔ                         | Auv. Lim. ˈefɔ Niç. Va. ˈɛfa                                                                 |
| G g   | ge                                | ˈdʒe                         | Auv. ˈdzə Lim. ˈdze Gas. ˈʒe                                                                 |
| H h   | acha                              | ˈatʃɔ                        | Auv. Lim. ˈatsɔ Niç. Va. ˈatʃa                                                               |
| I i   | i                                 | ˈi                           | ˈi                                                                                           |
| J j   | ji                                | ˈdʒi                         | Lim. ˈdzi                                                                                    |
| (K k) | ca                                | ˈka                          | ˈka                                                                                          |
| L l   | èla                               | ˈɛlɔ                         | Auv. Lim. ˈelɔ Niç. Va. ˈɛla                                                                 |
| M m   | èma                               | ˈɛmɔ                         | Auv. Lim. ˈemɔ Niç. Va. ˈɛma                                                                 |
| N n   | èna                               | ˈɛnɔ                         | Auv. Lim. ˈenɔ Niç. Va. ˈɛna                                                                 |
| O o   | o (ò)                             | ˈu (ˈɔ)                      | ˈu (ˈɔ)                                                                                      |
| P p   | pe                                | ˈpe                          | Auv. ˈpə                                                                                     |
| Q q   | cu                                | ˈky                          | Auv. ˈkjy                                                                                    |
| R r   | èrra                              | ˈɛrɔ                         | Auv. Lim. ˈerɔ Niç. ˈɛʀa Va. ˈɛra Pro. ˈɛʀɔ                                                  |
| S s   | èssa                              | ˈɛsɔ                         | Auv. Lim. ˈesɔ Niç. Va. ˈɛsa                                                                 |
| T t   | te                                | ˈte                          | Auv. ˈtə                                                                                     |
| U u   | u                                 | ˈy                           | ˈy                                                                                           |
| V v   | ve, ve bassa (Gas. ve, ve baisha) | ˈbe, ˈbe ˈβasɔ               | Auv. ˈvə, ˈvə ˈbasɔ Lim. Pro. ˈve, ˈve ˈbasɔ Niç. Va. ˈve, ˈve ˈbasa Gas. ˈbe, ˈbe ˈβaʃɔ     |
| (W w) | ve dobla                          | ˈbe ˈðubːlɔ                  | Auv. ˈvə, ˈvə ˈdublɔ Lim. Pro. ˈve, ˈve ˈdublɔ Niç. Va. ˈve, ˈve ˈdubla Gas. ˈbe, ˈbe ˈðuβlɔ |
| X x   | ixa                               | ˈitsɔ                        | Auv. Lim. Pro. Gas. ˈiksɔ Niç. Va. ˈiksa                                                     |
| (Y y) | i grèga                           | ˈi ˈɣɾɛɣɔ                    | Auv. Lim. ˈi ˈɡɾeɡɔ Pro. ˈi ˈɡɾɛɡɔ Niç. Va. ˈi ˈɡɾɛɡa                                        |
| Z z   | izèda                             | iˈzɛðɔ                       | Auv. Lim. iˈzedɔ Pro. iˈzɛdɔ Niç. Va. iˈzɛda                                                 |

Los nombres de las letras suelen ser femeninos. También pueden ser masculinos, en cuyo caso los nombres femeninos be nauta (B), ve bassa (V), ve dobla (W) y i grèga (Y) se convierten en masculinos be naut, be bas, ve doble y i grèc.
La elisión es frecuente delante del nombre de una letra que comienza por vocal, como lo atestigua Frédéric Mistral en Lo Tresaur dau Felibritge: l'èfa, l'i (más clásico que le f, le i).